# 745

## Narození
? – Idrís I. Marocký, zakladatel čtvrtého muslimského státu v Maroku, zakladatel dynastie Idrísů († 791)

## Hlavy států
- Papež – Zachariáš
- Byzanc – Konstantin V. Kopronymos
- Franská říše – Childerich III. (743–751)
  - Neustrie – Pipin III. Krátký (majordomus) (741–751)
  - Austrasie – Karloman (majordomus) (741–747)
- Anglie
  - Wessex – Cuthred
  - Essex – Saelred
  - Mercie – Æthelbald
- První bulharská říše – Sevar